# کنت و میمی کلارک

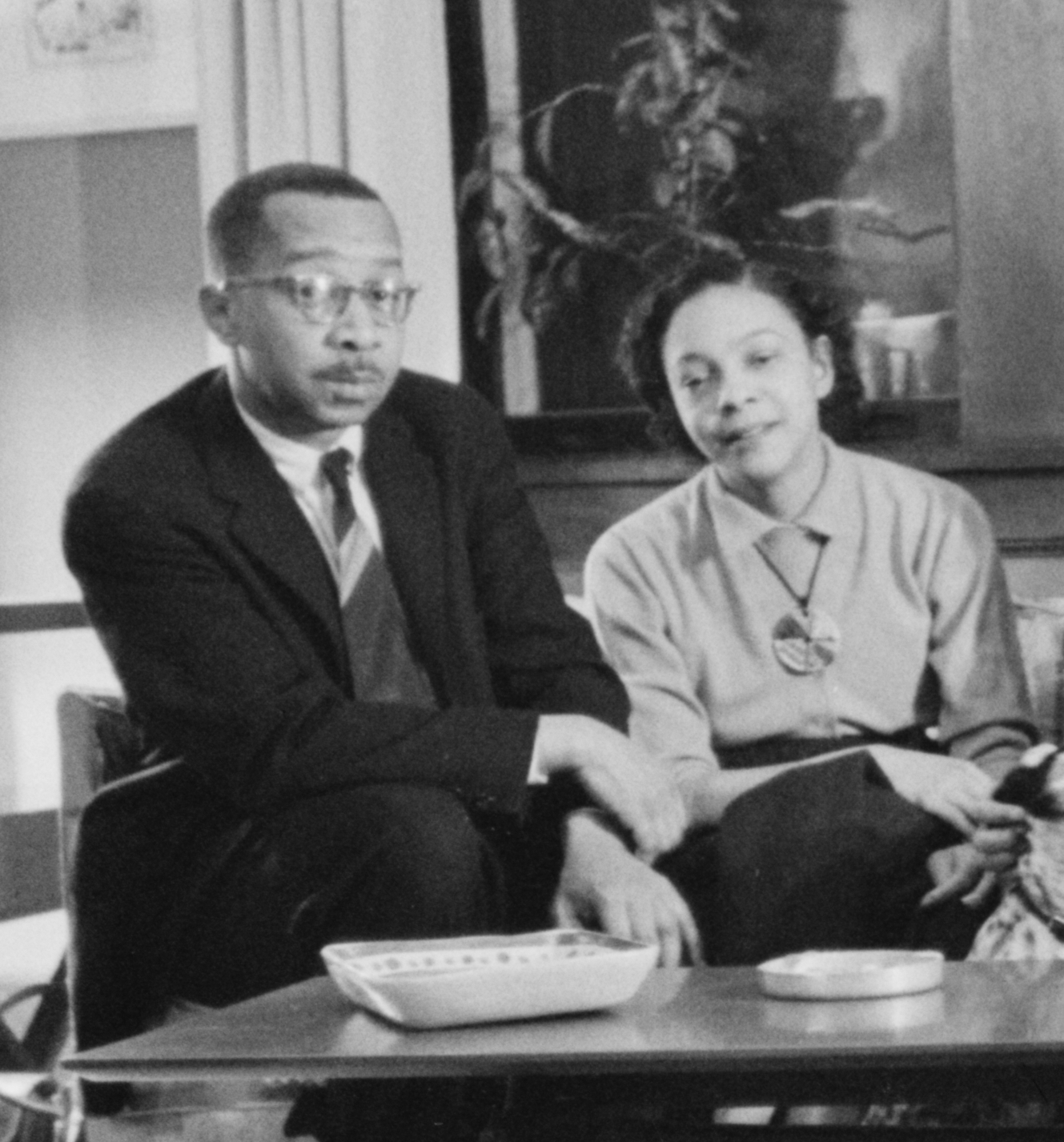
کنت و میمی کلارک در خانه شان در نیویورک

کنت کلارک (انگلیسی: Kenneth Bancroft Clark؛ زاده ۲۴ ژوئیه ۱۹۱۴ – درگذشته ۱ مه ۲۰۰۵) و میمی فیپس کلارک (انگلیسی: Mamie Phipps Clark) زاده ۱۸ آوریل ۱۹۱۷ – درگذشته ۱۱ اوت ۱۹۸۳ یک زوج روان‌شناس آفریقایی‌تبار آمریکایی بودند.